# Balclutha zaisanica
Balclutha zaisanica är en insektsart som beskrevs av Mitjaev 1971. Balclutha zaisanica ingår i släktet Balclutha och familjen dvärgstritar. Inga underarter finns listade i Catalogue of Life.